# Hedayat Amine Arsala
Hedayat Amine Arsala (né le 12 janvier 1942 à Kaboul - ) est un homme politique afghan appartenant à l'ethnie pachtoune, principal conseiller du président Hamid Karzai, dont il est un proche, qui occupe en outre, depuis décembre 2004 le poste de ministre du commerce, dans l'actuel gouvernement afghan.

## Biographie
Hedayat Arsala, un Pachtoune descendant de la tribu Jabar Khel grandit à Kaboul et y commence ses études avant de se rendre aux États-Unis, où il obtient un doctorat en économie à la George Washington University.
Entre 1969 et 1987, il occupe divers postes à la Banque mondiale, qu'il quitte pour rentrer en Afghanistan et rejoindre la résistance afghane, qui lutte contre l'occupation soviétique.
Hedayat Arsala, considéré comme un modéré, fut l'un des quatre vice-présidents du gouvernement de transition qui dirigea l'Afghanistan du 22 décembre 2001 au 7 décembre 2004.
En 2006, sa candidature pour succéder à Koffi Annan au poste de secrétaire général de l'ONU a été proposée par le gouvernement afghan.